# マックス・グリュン
マクシミリアン "マックス" グリュン（Maximilian "Max" Grün, 1987年4月5日 - ）は、西ドイツ出身のサッカー選手。ビクトリア・アシャッフェンブルク所属。ポジションはゴールキーパー。

## 来歴

### クラブ
バイエルン・ミュンヘンの下部組織で育ち、2009年からSpVggグロイター・フュルトへ移籍した。グロイター・フュルトでの活躍により、2013年にVfLヴォルフスブルクへ完全移籍した。

## タイトル

### クラブ
SpVggグロイター・フュルト
- 2. ブンデスリーガ：2011-12

VfLヴォルフスブルク
- DFBポカール：2014-15
- DFLスーパーカップ：2015